# Mura di Montepescali
Le mura di Montepescali costituiscono il principale sistema difensivo del borgo di Montepescali, frazione del comune di Grosseto, in Toscana.

## Storia
La cerchia muraria fu costruita, in più riprese, in epoca medievale attorno al centro storico di Montepescali.
Nelle epoche successive furono effettuati lavori di ristrutturazione che, pur mantenendo intatto il perimetro della cinta, hanno inglobato alcuni suoi tratti nelle pareti esterne di alcuni edifici residenziali, tra i quali rimangono tuttavia ampi tratti di cortine murarie.
Le mura furono costruite a forma ellittica, con il diametro maggiore disposto lungo l'asse nord-sud, con due porte di accesso (Porta Vecchia e Porta Nuova) e varie torri di guardia addossate (sette a sezione quadrangolare e quattro a sezione semicircolare); nel XVI secolo, fu aggiunto all'estremità meridionale il caratteristico baluardo a tre punte per rafforzare ulteriormente il sistema difensivo.

## Descrizione

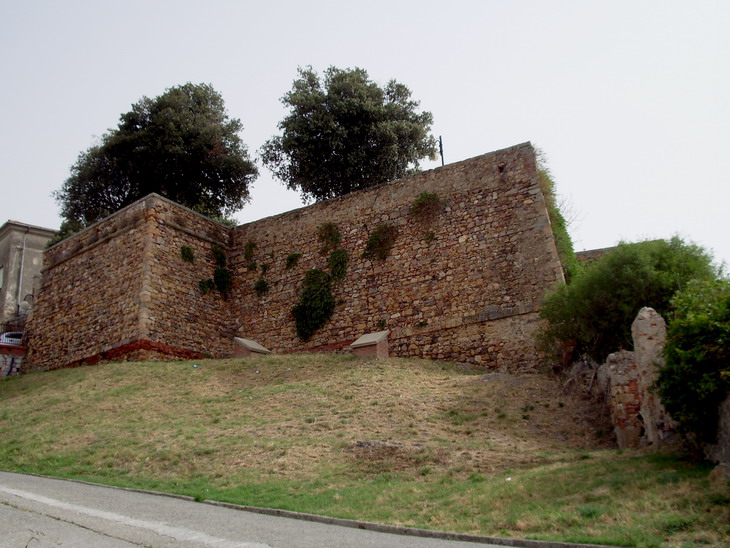
Il baluardo a tre punte

Le mura di Montepescali mantengono ancora la pianta ellittica, le due originarie porte di accesso (una delle quali parzialmente crollata nel XIX secolo) alle quali si è aggiunto durante il XX secolo il varco stradale presso il baluardo a tre punte.
Attualmente, la cerchia presenta tratti di cortina muraria allo scoperto, con tratti inglobati nelle pareti esterne di alcuni edifici; nel complesso, risulta comunque ben distinguibile e decifrabile. I rivestimenti, quasi interamente in pietra, hanno mantenuto pressoché inalterati gli originari elementi stilistici medievali.
Delle antiche torri addossate all'esterno del perimetro, soltanto alcune si sono mantenute pressoché intatte; tutte le altre sono state trasformate in epoche più moderne in case-torri, pur conservando discretamente l'originario aspetto. Tra esse spiccano la torre del Guascone sul lato nord-orientale e la torre del Belvedere su quello occidentale delle mura.
Il baluardo a tre punte, situato all'estremità meridionale della cinta muraria, ha subito alcune modifiche nel XX secolo, sia per permettere l'accesso degli autobus al capolinea, che per creare una suggestiva terrazza panoramica che ha conferito a Montepescali l'appellativo di "Terrazzo" o "Balcone della Maremma".